# Chaenomeles
Genre
Classification APG III (2009)
Chaenomeles est un genre de plantes à fleurs de la famille des Rosacées, toutes originaires d'Asie Orientale.
Dans la sous-famille des Maloideae, le genre Chaenomeles est étroitement apparenté aux genres des cognassiers (Cydonia), des Docynia, des pommiers (Malus) et des poiriers (Pyrus).

## Terminologie scientifique et nom vernaculaire
Actuellement, quatre espèces constituent le genre Chaenomeles : une espèce japonaise C. japonica, la première étudiée et connue des Européens, et trois espèces chinoises, C. cathayensis, C. speciosa et la dernière découverte C. thibetica (1963).
« Cependant, durant toute son histoire, la plus grande confusion taxonomiste a régné pour les Chaenomeles. Les premières erreurs sont probablement imputables à l'absence d'herbiers complets. De plus, il y a peu de caractères distinctifs des genres entre eux et des espèces entre elles.
Les plantes Chaenomeles phénotypiquement variables rendent tout travail taxonomique basé sur les caractères morphologiques difficile » (Rumpunen et al., 2003).
Le premier spécimen connu des botanistes européens fut le kusa-boke (草木瓜) japonais décrit par le médecin botaniste suédois Carl Peter Thunberg comme un genre de poirier et qu'il dénomma en conséquence Pyrus japonica (1784). L'espèce fut ensuite rattachée en 1807 par Persoon au genre Cydonia (des cognassiers) et nommée Cydonia japonica (Thunb.) Pers. Finalement en 1822, John Lindley établit le genre Chaenomeles en le distinguant principalement du genre Cydonia par les caractéristiques de son fruit. Mais il a fallu attendre les études morphologiques et moléculaires des dernières décennies, pour que la séparation du genre Chaenomeles et du genre Cydonia soit bien établie.
L'arbuste très ornemental, donnant une profusion de fleurs rouges au début du printemps, fut importé du Japon en Europe et connut le succès auprès des horticulteurs, d'abord sous le nom de « Poirier du Japon » puis rapidement sous celui de « Cognassier du Japon » sur la base de la dénomination scientifique Cydonya japonica Persoon (1807). Ce terme vernaculaire s'est imposé dans tous les catalogues de plantes et revues de botanique à partir du XIXe siècle,. Durant cette période plusieurs centaines de cultivars et hybrides entre les trois espèces Chaenomeles japonica, speciosa et cathayensis furent créés qui tous continuèrent à être nommés « cognassiers du Japon » ou « cognassiers à fleurs ». L'usage constant depuis deux siècles, par les horticulteurs et les jardiniers, du terme « cognassier du Japon » en a fait un terme générique pour toute Chaenomeles horticole. Et comme il a fallu aussi deux siècles pour que les botanistes se mettent d'accord sur une taxonomie, on se retrouve actuellement dans la situation où il n'existe pas de nom vernaculaire propre pour désigner le genre Chaenomeles et ses différentes espèces. Car c'est l'usage qui définit la norme dans la langue commune pas les colloques scientifiques.
Rappelons que le coing, fruit du cognassier Cydonia oblonga, originaire du Caucase et de l'Iran, était connu dans la Grèce antique,comme l'atteste son nom vernaculaire qui dérive via le latin cotoneum, du grec κυδώνια [μη̃λα ou μα̃λα] kydonia (mela) « pomme de Kydonia » soit pomme de La Canée, ville de Crète. Par contre, toutes les Chaenomeles sont originaires d'Asie Orientale et les noms vernaculaires dans leurs régions d'origine n'ont pas été adoptés à l'extérieur.

## Étymologie
Chaenomeles vient du grec χαίνω "chaïnen", se fendre et μηλέα "mêlea", pommier. John Lindley croyait, d’après Carl Peter Thunberg, que le fruit éclatait en cinq divisions. Ce qui arrive mais très rarement.

## Description

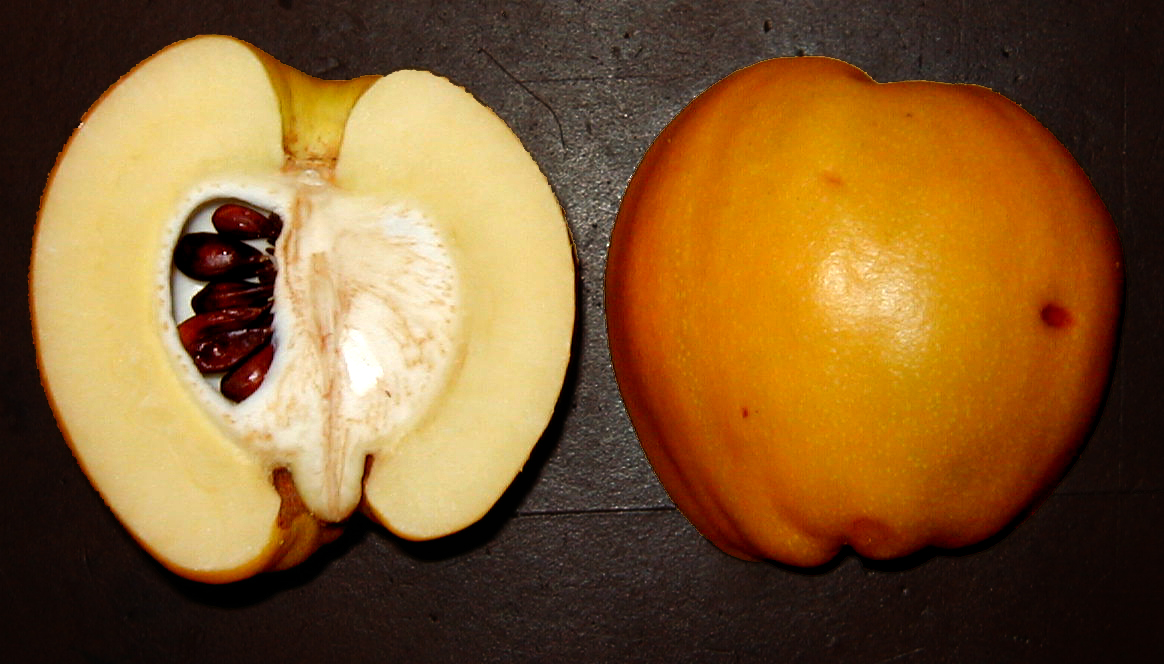
Fruit.

Les Chaenomeles sont des arbustes ou de petits arbres, à feuillage caduc ou persistant, épineux.
Les feuilles simples, alternes, comportent des stipules. La marge est crénelée ou serrulée.
Les fleurs sont en fascicules. Elles sont formées de 5 sépales, 5 pétales, plus de 20 étamines en 2 cycles, 5 styles soudés à la base.
Le fruit est pommacé.
Le genre Cydonia des « cognassiers véritables » se distingue des Chaenomeles par ses styles libres (ceux des Chaenomeles sont soudés à la base) et des branches inermes (non épineuses). Le Pseudocydonia n'a pas non plus d'épines et ses fleurs sont solitaires.

## Liste des espèces
La liste des espèces du genre Chaenomeles suivant GRIN
- Chaenomeles japonica (Thunb.) Lindl. ex Spach. Il s'agit du véritable « Cognassier du Japon ». Il atteint un mètre de hauteur à l'état sauvage.
- Chaenomeles cathayensis (Hemsl.) C.K.Schneid., « Cognassier de Cathay »
- Chaenomeles speciosa (Sweet) Nakai, « Cognassier à fleurs » ; le cultivar 'Kinshinden' possède des fleurs doubles de couleur blanc vert.
- Chaenomeles thibetica Yü
- Hybride : Chaenomeles × superba. Croisement d'espèces dont il existe un grand nombre de variétés.

## Clés de détermination
Suivant Flora of China (qui inclut en outre dans le genre Chaenomeles sinensis )
- Chaenomeles
  - 1a : branches non armées, fleurs solitaires, apparaissant après les feuilles ; sépales réfléchis ; stipules de forme ovale-lancéolée, avec une marge glandulaire dentée
    - C. sinensis

  - 1b : branches armées ; fleurs fasciculées, apparaissant après ou avant les feuilles ; sépales dressés, rarement réfléchis ; stipules herbacés, réniformes ou auriculés, avec une marge dentée
    - 2a : marge de la feuille entière
      - C. thibetica

    - 2b : marge de la feuille serrulée ou crénelée
      - 3a : rameaux rugueux, verruqueux avec l'âge, fruit petit, 3 à 4 centimètres de diamètre, mûrissant tôt, limbe de la feuille obovale à spatulé, marge crénelée
        - C. japonica

      - 3b : rameaux lisses, non verruqueux avec l'âge ; fruit de taille moyenne à grande, 5 à 8 centimètres de diamètre, mûrissant tard ; limbe de la feuille ovale, elliptique ou lancéolé, marge serrulée
        - 4a : limbe de la feuille ovale à étroitement elliptique, abaxialement glabre ou légèrement pubescent initialement, marge finement serrulée ; styles glabres ou légèrement pubescent
          - C. speciosa

        - 4b : limbe de la feuille elliptique ou lancéolée, abaxialement tomenteux et brun, marge serrulée; style à la base pubescent ou laineux
          - C. cathayensis

## Usages

### Ornemental
De nombreux cultivars de Chaenomeles ont été sélectionnés pour leur splendide floraison printanière. Ce sont des arbustes touffus et vigoureux qui peuvent être plantés isolés ou en haie. Ils sont rustiques et apprécient le soleil ou la mi-ombre.

### Médicinal
En chinois écrit classique, mùguā 木瓜 désigne soit les arbustes du genre Chaenomeles, originaire des régions tempérées de Chine soit la papaye, le fruit du papayer (Carica papaya), originaire du Mexique. La confusion n'est pas rare. Il existe de nombreuses appellations locales des Chaenomeles en langue parlée.
Suivant la Pharmacopée chinoise mùguā 木瓜 (Fructus chaenomeles), le fruit du cognassier à fleurs possède les fonctions et les indications suivantes :
Fonctions :
- « disperse le vent et l'humidité[N 3], régule l'estomac et améliore la digestion »
- « active la circulation du qi et du sang, relaxe les muscles et les tendons »
- « antirhumatismal, antispamodique ».

Indications :
- « douleur rhumatismale et spasme musculaire »
- « dyspepsie, vomissement, diarrhée »

Il est souvent prescrit en association avec d'autres herbes médicinales. En cas de crampes musculaires, il est combiné avec Dang-gui et Bai-shao-yao.
Affinité : foie, rate.
La Commission de Pharmacopée chinoise (2005) le recommande pour le traitement de la polyarthrite rhumatoïde, la prosopalgie (névralgie faciale) et l'hépatite.
Les fruits de Chaenomeles 木瓜 ne sont pas mentionnés dans la première matière médicale chinoise,Shennong bencao jing. Il faut attendre les XVIe - XVIIe siècle pour trouver des mentions dans le Bencao gangmu de Li Shizhen ou dans le Bencao zheng (1624).

## Galerie

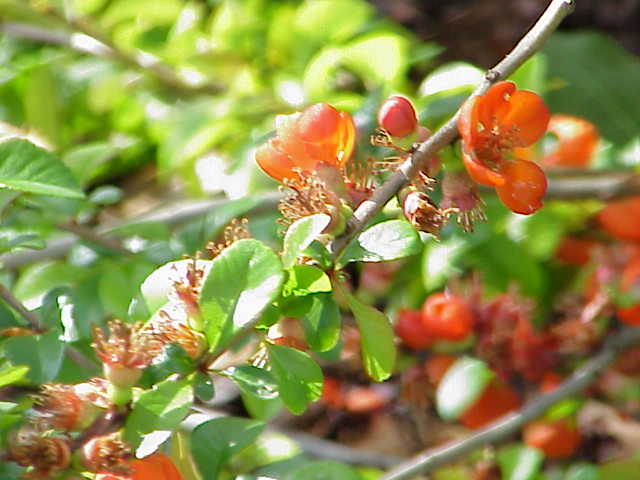
Chaenomeles japonica
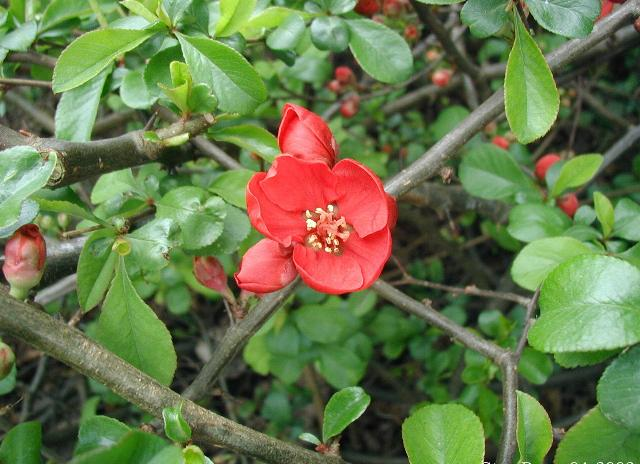
Chaenomeles japonica
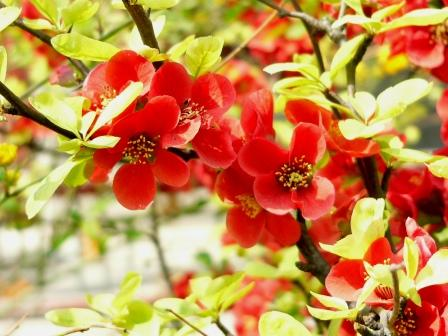
Chaenomeles lagenaria